# Endtroducing...
Endtroducing….. (словослияние от англ. end — «конец» и англ. introducing — «знакомит, представляет») — дебютный студийный альбом американского продюсера DJ Shadow, выпущенный 19 ноября 1996 года лейблом Mo’ Wax. Альбом широко известен тем, что был полностью «составлен» из семплированных композиций различных исполнителей из коллекции грампластинок самого Shadow. Он же в течение двух лет продюсировал пластинку, используя минимум оборудования, наиболее примечательным из которого является семплер Akai MPC60. Создавая общую атмосферу альбома, Shadow добился запечатления мрачной природы своих предыдущих релизов на лейбле Mo’ Wax. В Endtroducing….. неспешные и меланхоличные композиции сменяются позитивными произведениями — сборниками раннего увлечения продюсера различными хип-хоп-проектами.
Альбом встретил положительную реакцию критиков в Великобритании, где DJ Shadow уже зарекомендовал себя как многообещающий артист. Диск вошёл в первую двадцатку UK Albums Chart и позже был сертифицирован Британской ассоциацией производителей фонограмм как золотой. Mo’ Wax выпустил четыре сингла из альбома, включая ставшие хитами «Midnight in a Perfect World» и «Stem». Однако в Соединённых штатах успех к Endtroducing….. пришёл не сразу. Позже альбом всё-таки попал в американский чарт Top Heatseekers, где добрался до тридцать седьмой строчки.
Endtroducing….. получил повсеместное одобрение критиками, которые хвалили подход диджея к семплированию и ритмы, создаваемые семплами. Диск попал в различные списки лучших альбомов 1996 года и всех времён и считается важной вехой в истории инструментального хип-хопа. Инновационная техника DJ Shadow по семплированию и аранжировкам вдохновила других продюсеров к созданию похожих работ на основе семплов.

## Предыстория

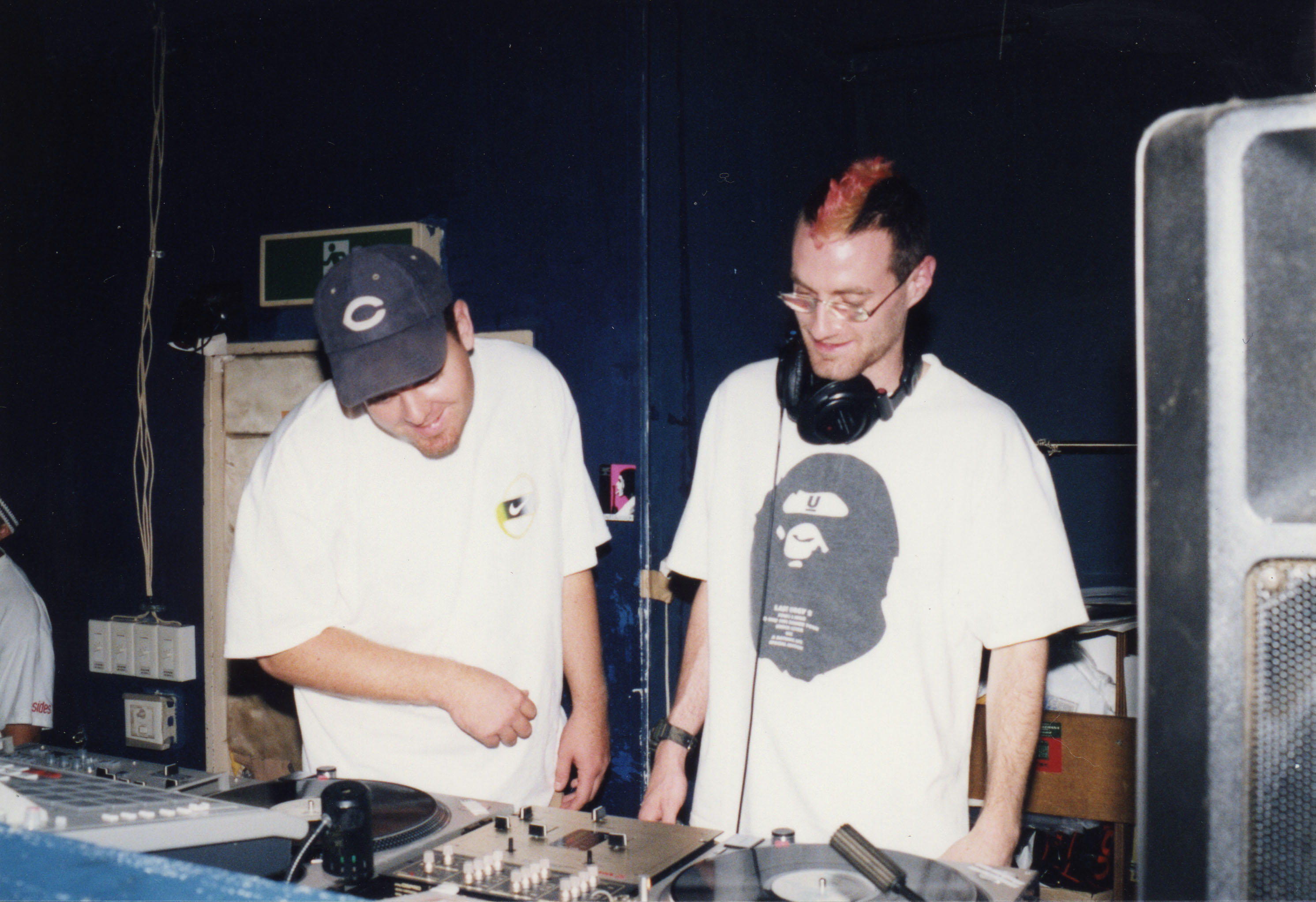
DJ Shadow (слева) с главой лейбла Mo’ Wax Джеймсом Лавелем

DJ Shadow начал музыкальную карьеру в 1989 году в качестве диск-жокея радиостанции KDVS Калифорнийского университета в Дэвисе. Ранее в школе он уже экспериментировал с четырёхдорожечным магнитофоном, создавая музыку с использованием семплов, вдохновлённый такими работами, основанными на технологии семплирования, как альбом It Takes a Nation of Millions to Hold Us Back (1987) хип-хоп-проекта Public Enemy. Его работа на KDVS привлекла A & R-агента Дэйва Клина, что привело к подписанию контракта с лейблом Hollywood BASIC на написание музыки и ремиксов. Труды DJ Shadow этого периода — включая 17-минутную «Entropy», а также результаты его сотрудничества с работниками лейбла Solesides — привлекли внимание британского музыканта Джеймса Лавеля, который вскоре подписал его на собственный лейбл Mo’ Wax.
Выпущенные Mo’ Wax синглы диджея, такие как «In/Flux» и «Lost and Found (S.F.L.)», были, как написал Шон Купер из Allmusic, названы «балансирующими на краю жанра произведениями искусства, соединяющими в себе элементы фанка, рока, хип-хопа, эмбиента, джаза, соула с использованием записей из закромов артиста». Журналист Mixmag Энди Пембертон в июне 1994 года, описывая «In/Flux» и похожие звучащие в то время в лондонских клубах композиции, применил слово трип-хоп. Последовавший далее сингл «What Does Your Soul Look Like» возглавил британские хит-парады независимой музыки. Следом за этим DJ Shadow начал работу над дебютной пластинкой, намереваясь запечатлеть мрачную атмосферу предыдущих синглов. Альбом был метко назван Endtroducing….. (игра слов от «конец» и «[он] представляет», либо «[я] представляю»), так как, по словам исполнителя, он «отразил четвёртую и последнюю главу в череде работ, которые я выпустил на Mo’ Wax, — работ с определённым звучанием, определённым настроением и определённой атмосферой», но, в то же время, являлся дебютным сольным альбомом, который должен был представить музыканта широкой публике.

## Запись

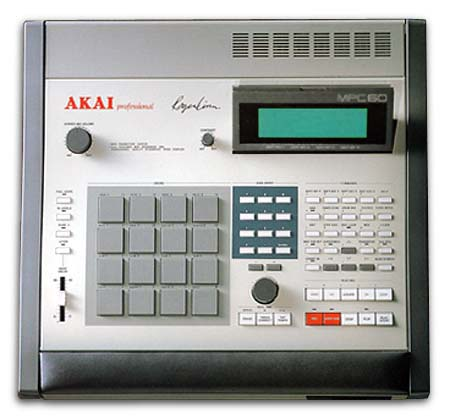
Shadow, записывая Endtroducing….., активно использовал семплер Akai MPC60

DJ Shadow стал работать над альбомом в 1994 году, первоначально засев в собственной квартире в Калифорнии, а затем используя The Glue Factory — домашнюю студию музыкального продюсера и коллеги Dan the Automator — в качестве рабочего места. Создавая Endtroducing….. диджей задался целью произвести «альбом, на сто процентов состоящий из семплов». Оборудование его студии было минимальным, в создании пластинки в основном использовались только три вида аппаратуры: семплер Akai MPC60, патефон Technics SL-1200, а также магнитофон Alesis ADAT. Akai MPC60 стал основным инструментом в написании Endtroducing….. и применялся почти для каждой композиции. Диджей отзывается о семплере как об «инструменте, за который я взялся серьёзно, чтобы стать лучшим или одним из лучших». Shadow семплировал моменты из различных альбомов и синглов, появившихся у него во время многочисленных визитов в Rare Records, музыкальный магазин, расположенный в его родном Сакраменто и в котором диджей проводил по несколько часов в день, отыскивая необычную музыку. Эти рутинные дни были описаны в фильме Дага Прея «Диджей».
Семплированное содержимое Endtroducing….. происходит из различных источников, включая музыку в жанрах хип-хоп, джаз, фанк, психоделика, хеви-метал, а также фильмы и интервью. Для создания новых треков DJ Shadow разрезал семплы на меньшие фрагменты и накладывал их друг на друга. Он предпочёл семплировать произведения менее известных исполнителей, сделав своим личным правилом избегать более популярного материала: «Я всегда заставлял себя работать с менее известными вещами, а если использовал что-то, что было на слуху, то это только означало нарушение собственного правила». Однако в записи всё же присутствуют семплы таких видных артистов как Бьорк и Metallica. Незначительный вклад в работу был внесён друзьями Shadow рэперами Lyrics Born и Gift of Gab, которые записали для Endtroducing….. вокальные партии.

## Содержание
DJ Shadow заявил, что его «альбомы всегда отличались разнообразием». Говоря о разнообразии Endtroducing….., он объяснил: «Даже в таком альбоме как Endtroducing […] я чувствую, что „Organ Donor“ звучит абсолютно непохоже на „The Number Song“, которая, в свою очередь, звучит совершенно непохоже на „Midnight“ и так далее». Диджей также рассказал, что во время написания альбома он был «в отчаянии» и часто чувствовал разочарование, а также, что «самобичевание и неуверенность в себе просочились в [его] музыку».
«Best Foot Forward», краткий 48-секундный коллаж из семплов вокальных хип-хоп-партий, открывает альбом. «Building Steam with a Grain of Salt» построена на повторяющейся партии пианино, на фоне которой появляются самые различные музыкальные элементы: семплы интервью, женский хор, бас, электронно изменённые ударные, а также гитарный фанк. Для «The Number Song» характерно использование различных брейкбитов и семплов вокальных вступлений. «Changeling» отсылает к нью-эйджу и отличается от быстротечной природы предыдущих композиций, медленно выстраиваясь из смешивающихся семплов и заканчиваясь «величественно космической» кодой. Она переходит в один из трёх «пропусков» (англ. transmission) альбома, каждый из которых содержит повторяющийся семпл из фильма «Князь тьмы». «What Does Your Soul Look Like (Part 4)» вызывает «невыносимый футуризм и техно-тревогу», в ней «перекатывающиеся басовые стоны» сливаются с бессловесными роботоподобными песнопениями. Шестая по счёту композиция является безымянной прелюдией, в которой на фоне фанковой мелодии мужчина декламирует монолог о «Морин и пяти её сёстрах».
Вторую половину альбома открывает двухчастная «Stem/Long Stem», которая перекликается с такими жанрами как эмбиент и джангл. Визитная карточка DJ Shadow — изменение засемплированной фразы ударных путём разделения её на меньшие сегменты и расставления их в другом порядке — наложена на несколько разных семплированных частей, включающих партии струнных, комедийные шаблоны, саундтреки к фильмам и блюзовую музыку. Джон Буш из Allmusic описывает композицию как «сюиту меланхоличной музыки, которая упорно отказывается подпадать под любой музыкальный стиль». «Transmission 2» звучит перед тем как альбом продолжает «Mutual Slump», «спокойный фанк»-трек, поверх которого звучит диктуемый женским голосом рассказ и семплы популярной песни Бьорк «Possibly Maybe». «Organ Donor» основана на изменённом диджеем органном соло, фоном к которому является фанк-брейкбит. «Why Hip-Hop Sucks in ’96» (с англ. — «Почему хип-хоп отстоен в 96-м») — комментарий Shadow по поводу состояния хип-хоп-сцены в то время — это краткая прелюдия с повторяющейся джи-фанковой долей и одиноким голосом, объявляющим: «It’s the money!» (с англ. — «Дело в деньгах!»).
В «Midnight in a Perfect World» чувственная вокальная партия наложена на мелодию с медленным ритмом, диктуемым ударными. Композиция построена на основе семпла скорбного пианинного проигрыша из песни Дэвида Аксельрода 1969 года «The Human Abstract». Мелодия «Napalm Brain/Scatter Brain» строится неспешно, начинаясь с басовой линии и повторяющейся партии ударных, перед тем, как темп ускоряется и вступают дополнительные инструменты; композиция постепенно достигает своей кульминации и «разрушается», оставляя в заключении лишь семпл струнных. Endtroducing….. заканчивается на мрачной ноте тоскливым треком «What Does Your Soul Look Like (Part 1 — Blue Sky Revisit)», в котором тёплый саксофонный хук смешивается с клавишным рефреном. Композиция постепенно переходит в третий и последний «пропуск», в котором загадочный голос объявляет: «It is happening again» (с англ. — «Это происходит снова»).

## Выпуск и продвижение
Mo’ Wax выпустил Endtroducing….. 19 ноября 1996 года. DJ Shadow рекламировал альбом, давая многочисленные интервью и выпуская пресс-релизы. Пластинка хорошо продавалась в Великобритании, провела три недели в хит-параде альбомов, достигнув семнадцатой строчки. Она также попала в чарт Нидерландов, где добралась до 75-й строчки. Перед этим, в сентябре, «Midnight in a Perfect World» была выпущена в качестве первого сингла из Endtroducing…..; релиз для американских университетских радиостанций, а также станций современного рока последовал в январе 1997 года. Видеоклип на песню, снятый B Plus (Брайан Кросс), часто показывали в программе «amp» телеканала MTV; сам же сингл сумел подняться на 54-е место UK Singles Chart. Вторым синглом 28 октября 1996 года была выпущена «Stem», достигшая 74-й строчки в Великобритании и 14-й в Ирландии, став первой попавшей в двадцатку лучших песней диджея. В 1997 году последовал третий сингл — ремикс на композицию «What Does Your Soul Look Like (Part 1 — Blue Sky Revisit)», занявший 54-е место в UK Singles Chart. Четвёртый и последний сингл — двойной релиз с ремиксом Лукаса Макфаддена на песню «The Number Song», а также версия самого Shadow на инструментальную «Painkiller» электронной группы Depeche Mode — был издан 28 февраля 1998 года.
Описывая время, проведённое за продвижением альбома, как «какую-то странную поездку на американских горках», DJ Shadow был встревожен отсутствием должного отклика на релиз в его родном Дейвисе в сравнении с острым вниманием к его деятельности, которого он добился в Соединённом Королевстве. Исполнителю казалось, что им манипулируют пресса и звукозаписывающий лейбл и на «замену гневу пришла подавленность от ощущения потери контроля над собственной жизнью». Shadow осознал, что вынужден был писать новые композиции, такие как «High Noon», чтобы дать хоть какое-то выражение своим тогдашним эмоциям. В этот же период времени в США начал зарождаться интерес к творчеству DJ Shadow: газеты чаще публиковали статьи о Endtroducing….., а сам диджей получал по столько звонков в день, что ему пришлось нанять собственного менеджера. Позже альбом попал в американский чарт журнала Billboard — Top Heatseekers, где наивысшей позицией стала 37-я строчка. 7 июня 2005 года было выпущено делюкс-издание Endtroducing…... Переиздание включает дополнительный диск под названием Excessive Ephemera, который содержит би-сайды к синглам, ремиксы и демозаписи, а также примечания самого Shadow о создании альбома.

## Критика
| Оценки критиков               | Оценки критиков |
| Источник                      | Оценка          |
| ----------------------------- | --------------- |
| Allmusic                      | [ 32 ]          |
| Alternative Press             | [ 45 ]          |
| Entertainment Weekly          | A-              |
| The Guardian                  | [ 47 ]          |
| Pitchfork Media               | [ 48 ]          |
| PopMatters                    | [ 16 ]          |
| The Rolling Stone Album Guide | [ 49 ]          |
| Spin                          | [ 22 ]          |
| Slant Magazine                | [ 50 ]          |
| Stylus Magazine               | A               |
| Роберт Кристгау               | (A+)            |

С самого начала критики хорошо восприняли Endtroducing…... Оценив пластинку на отлично, Дэвид Беннан охарактеризовал её как «не только один из самых смелых и оригинальных альбомов недавнего времени, но ещё и один из прекраснейших». Роберт Кристгау оценил работу диджея на «A+» и определил её как «музыку, и хаос, и сатиру, и самобичевание, и музыку в одном лице». Рецензент Melody Maker Том Уилкс написал: «альбом переворачивает хип-хоп с ног на голову снова и снова, причём каждый раз это звучит неожиданно и ново. Я, признаться, полностью им поражён. Я слышал много хороших пластинок, но очень мало невероятных… Вам нужен этот альбом. Вы не можете чувствовать себя полноценным, не послушав его». Дав Endtroducing….. пять звёзд из пяти, издание Alternative Press назвало его «безоговорочным шедевром хип-хопа», добавив: «DJ Shadow помнит о том, что семплирование является видом искусства». Автор и музыкальный критик Грейл Маркус опубликовал обзор в своей колонке «Real Life Rock Top Ten» журнала Interview, в котором назвал диск «совершенно современным, что в данном случае означает мечтательно-эмбиентным и техно-абстрактным» и «совершенно блистательным во всех отношениях».
Джон Уидерхорн из Entertainment Weekly посчитал Endtroducing….. похожим на «странный саундтрек к фильму, в котором фрагменты джаза, классики и джангла ловко смешаны с диджейскими приёмами и отрывками диалога», а также отметил, что он «выводит хип-хоп в следующее измерение». Критик журнала Spin Сайя Мишель написала, что альбом «фактически окутывает вас в свою симфоническую фантазию, историю о 24-летнем мечтателе переходного возраста на двухъярусной кровати». Тони Грин из JazzTimes похвалил «безошибочное чутьё Shadow на мотив и структуру композиции».
Endtroducing….. попал в многочисленные списки лучших альбомов 1996 года. Он возглавил чарт журнала Muzik, а также занял второе место в аналогичных хит-парадах OOR и Melody Maker. В регулярном опросе критиков The Village Voice под названием «Pazz & Jop» пластинка заняла четвёртое место; в собственном списке создатель голосования Роберт Кристгау поставил Endtroducing….. на первую строчку. Альбом также попал в десятку лучших работ года по версии изданий The Face, Les Inrockuptibles, Los Angeles Times, Mojo, NME и Vox.

## Наследие
Спустя годы после выпуска, критики продолжали причислять Endtroducing….. к лучшим, а порой и величайшим альбомам. Различные издания, включая Q, Rolling Stone, Spin, Pitchfork, Slant Magazine, добавили диск в соответствующие списки лучших альбомов девяностых. Журнал Time включил Endtroducing….. в список 100 величайших альбомов всех времён. «Десять лет спустя», — как написали репортёры Mojo в 2006 году, — «неоспоримый опыт DJ Shadow в коллекционировании пластинок, как творческое устремление, не утратил своего великолепия» Старший редактор Allmusic Стивен Томас Эрлуайн описал альбом как «инновационный, но при этом построенный на внушительном историческом фундаменте, которому он придал богатое и многогранное звучание. Это огромный прорыв не только для хип-хопа и электроники, но и для поп-музыки». Уилл Хёрмс из Spin назвал его венцом трип-хопа. По версии того же Spin, альбом стал № 9 в списке лучших альбомов тридцатилетия 1985—2015
Новаторское для того времени решение составить целый альбом исключительно из семплов уже готовых произведений позволило Endtroducing….. стать первым релизом такого рода, что было занесено в книгу рекордов Гиннесса. Пластинка стала движущей силой инструментального хип-хопа, вдохновив нескольких других диджеев и продюсеров на создание работ, полностью основанных на семплах. Тим Стелло из PopMatters назвал альбом исходным пунктом жанра. Гитарист английской альтернативной рок-группы Radiohead Джонни Гринвуд упомянул Endtroducing….. в числе работ, повлиявших на создание монументального OK Computer. Некоторые из исполнителей, чьи произведения Shadow засемплировал, положительно отозвались об альбоме, среди них Дэвид Аксельрод и британская прогрессив-рок-группа Nirvana. Сам исполнитель выразил удивление столь высоким вниманием к его пластинке, а также её влиянием на других музыкантов: «После этой записи я всё время наталкиваюсь на всех этих всемирно известных продюсеров, которые говорят — „точно, Endtroducing…... Замечательная продюсерская работа!“ — а я сделал её одним только семплером в крошечной студии».
Репортёр The A.V. Club Энди Баталья выразил мнение, что такое влияние альбома могло негативно отразиться на нём самом, сказав, что он «частично был разбавлен семпло-собирательно-симфонической культурой, которую сам породил». Endtroducing….. задал высокую планку для будущих релизов DJ Shadow, который выразил своё недовольство с тем, что от него ожидали «повторения Endtroducing….. снова и снова». Несмотря на это, Shadow он прояснил, что видит альбом в положительном свете и отрицал, что столь высокая оценка альбома оказала на него давление: «люди, кажется, предполагают, что есть какое-то давление, и что Endtroducing….. является чем-то вроде бремени, а я, честно говоря, никогда так не думал. Я считаю, что у меня достаточно самоуважения для того, чтобы не обращать внимания на происхождение музыки и то, как мало общего оно порой имеет со слушателем. Если он навсегда останется „тем альбомом“, так тому и быть, меня и это устроит».

## Список композиций
| №                   | Название                                                    | Семплы | Длительность |
| ------------------- | ----------------------------------------------------------- | --- | ------------ |
| 1.                  | «Best Foot Forward»                                         | Список - «Concerto for Jazz/Rock Orchestra, Part 2» — Стэнли Кларк - «It’s My Turn» — Stezo - «Real Deal» — Lifer’s Group - «He’s My DJ» — Sparky Dee при участии DJ Red Alert - «Poison» — Kool G Rap and DJ Polo - «Dynamite» — Masters of Ceremony - «Cold Chillin’ in the Spot» — Jazzy Jay при участии Расселл Симмонс - «Do or Die Bed-Stuy» — Divine Sounds - «Party’s Gettin’ Rough» — Beastie Boys - «You Can’t Stop the Prophet» — Jeru the Damaja - «Catchin' Wreck» — Showbiz & A.G. | 0:49         |
| 2.                  | «Building Steam with a Grain of Salt»                       | Список - «I Worship You» — Lexia - «I Need You» — H.P. Riot - «I Feel a New Shadow» — Джереми Сторч - «Soul Food» — Frankie Seay and the Soul Riders - «Planetary Motivations (Cancer)» — Морт Гарсон - «George Marsh on Drums: Интервью Терри Макговерна» — Chevron/Standard Oil Company of California | 6:40         |
| 3.                  | «The Number Song»                                           | Список - «아름다운 인형 (Get Ready)» — He 6 - «Orion» — Metallica - «Breakdown» — T La Rock - «AJ Scratch» — Кёртис Блоу - «Quit Jive’in» — Pearly Queen - «Baby Don’t Cry» — The Third Guitar - «Sexy Coffee Pot» — Tony Alvon and the Belairs - «Back to the Hip-Hop» — The Troubleneck Brothers - «Bad Luck» — Don Covay and the Lemon Blues Band - «Can I Kick It?» (Spirit Mix) — A Tribe Called Quest - «Who Got the Number» — Pigmeat Markham and the B.Y. - «Fantastic Freaks at the Dixie» — DJ Grand Wizard Theodore and the Fantastic Five - «Corruption Is the Thing» — Creations Unlimited - «Flash It to the Beat» — Grandmaster Flash and the Furious Five - «Freelance» — Grandmaster Flash - «Been Had» — Sapo - «Funky Superfly» — Бобби Уильямс - «Free and Easy (Part I)» — Apple and the 3 Oranges | 4:40         |
| 4.                  | «Changeling»                                                | Список - Soft Shell — Motherlode - «Klondyke Netti» — Embryo - «Invisible Limits» — Tangerine Dream - «Imagination Flight» — джазовый ансамбль колледжа Чеффи - «Touching Souls» и «Inner Mood I» — Кей Гарднер - «The Man Who Couldn’t Cry» — Лудон Уэйнрайт-третий | 7:17         |
| 5.                  | «Transmission 1»                                            | Список - Диалог из фильма «Молчаливый бег» - Музыка из фильма «Князь тьмы» | 0:35         |
| 6.                  | «What Does Your Soul Look Like (Part 4)»                    | Список - «The Vision and the Voice, Part 1 — The Vision» — Flying Island - «Monica» — The People’s People - «Numbers» — Kraftwerk - Диалог из фильма «Мертвый штиль» | 5:08         |
| 7.                  | «Untitled»                                                  | Список - «Grey Boy» — Human Race | 0:24         |
| 8.                  | «Stem/Long Stem»                                            | Список - «Love Suite» — Nirvana - «Tears» — Джорджо Мородер - «Linde Manor» — Деннис Линд - «Freedom» — Мюррей Ромен - «Variazione III» — Osanna - «Blues So Bad» — The Mystic Number National Bank - «Oleo Strut» — Mother Mallard’s Portable Masterpiece Company - «Moshitup» — Just-Ice при участии KRS-One | 7:48         |
| 9.                  | «Transmission 2»                                            | Список - «The Human Abstract» — Дэвид Аксельрод - «The Madness Subsides» — Пекка Пойола - «Dolmen Music» — Мередит Монк - Музыка из фильма «Князь тьмы» | 1:29         |
| 10.                 | «Mutual Slump»                                              | Список - «Possibly Maybe» — Бьорк - «Love, Love, Love» — Пью Роджфельдт - «More Than Seven Dwarfs in Penis-Land» — Роджер Уотерс и Рон Гисин | 4:02         |
| 11.                 | «Organ Donor»                                               | Список - «Tears» — Джорджо Мородер - «Someone» — Tim and Bill - «There’s a DJ in Your Town» — Samson and Delilah | 1:57         |
| 12.                 | «Why Hip Hop Sucks in ’96»                                  | Список - «There’s a DJ in Your Town» — Samson and Delilah - «Snap» — Клео Макнетт | 0:43         |
| 13.                 | «Midnight in a Perfect World»                               | Список - «Outta State» — Экинайел - «Sower of Seeds» — Baraka - «California Soul» — Марлена Шоу - «The Human Abstract» — Дэвид Аксельрод - «Sekoilu seestyy» — Пекка Пойола - «Dolmen Music» и «Biography» — Мередит Монк - «Releasing Hypnotical Gase» — Organized Konfusion - «Life Could» — Rotary Connection | 4:57         |
| 14.                 | «Napalm Brain/Scatter Brain»                                | Список - «Pon a Hill» — T. Rex - «Walk on By» — Джо Энн Гарретт - Диалог из фильма «The Aurora Encounter» - «Moment of Truth/Ghetto Shakedown» — Чарльз Бернштейн - «A Funky Kind of Thing» — Билли Кобэм - «Let the Homicides Begin» — Top Priority при участии Percy P - «Space Odyssey — 2001» — The Daly-Wilson Big Band - «Soul Brother’s Testify» — Chester Randle’s Original Soul Sender’s - «Fun and Funk (Part II)» — The Fantastic Epic’s | 9:23         |
| 15.                 | «What Does Your Soul Look Like (Part 1 — Blue Sky Revisit)» | Список - «All Our Love» — Шон Филлипс - «Joe Splivingates» — Дэвид Янг - «Nucleus» — The Alan Parsons Project - «Voice of the Saxophone» — The Heath Brothers - «C'era Già» — Джанни Надзаро - «Star Eyes» — Айрин Крал | 6:17         |
| 16.                 | «Transmission 3»                                            | Список - Музыка из фильма «Князь тьмы» - Голос персонажа Великан из эпизода «Lonely Souls» сериала «Твин Пикс» | 1:11         |
| Общая длительность: | Общая длительность:                                         | Общая длительность: | 63:26        |

| №                   | Название                                                                | Длительность |
| ------------------- | ----------------------------------------------------------------------- | ------------ |
| 1.                  | «Best Foot Forward» (Alternate Version)                                 | 1:16         |
| 2.                  | «Building Steam with a Grain of Salt» (Alternate Take without Overdubs) | 6:43         |
| 3.                  | «Number Song» (Cut Chemist Party Mix)                                   | 5:14         |
| 4.                  | «Changeling» (Original Demo Excerpt)                                    | 1:00         |
| 5.                  | «Stem» (Cops ’n’ Robbers Mix)                                           | 3:48         |
| 6.                  | «Soup» (Single Version)                                                 | 0:44         |
| 7.                  | «Red Bus Needs to Leave»                                                | 2:45         |
| 8.                  | «Mutual Slump» (Alternate Take without Overdubs)                        | 4:21         |
| 9.                  | «Organ Donor» (Extended Overhaul)                                       | 4:29         |
| 10.                 | «Why Hip Hop Sucks In ’96» (Alternate Take)                             | 0:54         |
| 11.                 | «Midnight in a Perfect World» (Gab Mix)                                 | 4:55         |
| 12.                 | «Napalm Brain» (Original Demo Beat)                                     | 0:35         |
| 13.                 | «What Does Your Soul Look Like» (Peshay Remix)                          | 9:24         |
| 14.                 | «DJ Shadow Live in Oxford, England, Oct. 30, 1997»                      | 12:35        |
| Общая длительность: | Общая длительность:                                                     | 58:43        |

## Участники записи
| Производство - DJ Shadow — звукорежиссирование, сведение, продюсирование. - Dan the Automator — дополнительное звукорежиссирование. | Дизайн - Брайан «B+» Кросс — фотография. - Барни Бенкхед — фотография. - Уилл Бенкхед — фотография, дизайн обложки. - Бен Друри — дизайн обложки. |

| Чарт (1996—1997)                      | Позиция |
| ------------------------------------- | ------- |
| UK Albums Chart Top 40                | 17      |
| MegaCharts Albums Top 100             | 75      |
| Billboard Top Heatseekers Album Chart | 37      |

| Страна                | Сертификация |
| --------------------- | ------------ |
| Великобритания (BPI)  | Золотая      |
| Канада (Music Canada) | Золотая      |